# Antonio Rodríguez Lesende
Antonio Rodríguez Lesende ( Vigo, Pontevedra, España, 1905 – Buenos Aires, Argentina, 2 de octubre de 1979 ) que tenía el apodo de "Gallego", fue un cantor dedicado al género del tango que realizó toda su carrera en Argentina. 

## Actividad profesional
En 1906 llegó a la Argentina y su familia se radicó en el  barrio de Balvanera. A los 15 años ya se destacaba en el coro de la asociación de coristas Orfeon y de allí pasó al teatro Colón, donde aprende canto y teoría musical y se destaca por sus dotes vocales. A los veinte años ya actúa en radio Splendid cantando tangos, acompañado por la orquesta de José Tinelli primero y de Francisco Lomuto después y ya era admirado como estribillista. Más adelante se vinculó también a radio El Mundo con autorización para cantar con todos los conjuntos típicos del elenco de la misma.  ADET
En 1927, lo contrató la discográfica Brünswick, en la que ya estaban las orquestas de Edgardo Donato y Juan Polito, y a comienzos de la década de 1930 cantaba con la orquesta de Antonio Bonavena.
En 1935 integró un trío con Joaquín Mauricio Mora y Héctor Morel y al mismo tiempo cantó acompañando al trío de Ciriaco Ortiz, Juan Carlos Cobián y Cayetano Puglisi. Rodríguez Lesende se retiró del canto profesional por razones desconocidas, en la plenitud de su capacidad interpretativa en una fecha que, según versiones, fue 1943 o 1947. En 1953 retornó a la actividad profesional por un breve período con la orquesta de Atilio Stampone, Leopoldo Federico y Antonio Rodio, convencido al parecer por Argentino Galván, integrante y arreglista del conjunto. Durante ese período grabó Tierrita, un tango de Agustín Bardi que él interpreta con solvencia.
Antonio Rodríguez Lesende falleció en Buenos Aires, el 2 de octubre de 1979.

### Estreno del tangoNostalgias
El empresario teatral Alberto Ballerini encargó a Juan Carlos Cobián que las composiciones musicales para una obra teatral musical que preparaba Enrique Cadícamo referida a la vida de Carlos Gardel, quien había muerto unos meses antes. Cuando se las trajo, Ballerini solamente rechazó una de ellas por estimar que su estructura tenía una complicada construcción musical para el refrán. Pocos meses después, en 1935, Cobián fue contratado para dirigir la orquesta que actuaba en la inauguración de un nuevo y lujoso local llamado Charleston ubicado en Florida casi esquina Charcas, en la cual revistaban, entre otros, Cayetano Puglisi, Ciriaco Ortiz, Aníbal Troilo y Antonio Rodríguez Lesende. Cobián estrenó en el nuevo local aquel tango, que para ese momento ya tenía una letra de Cadícamo, y tuvo un enorme éxito al cual no fue ajeno la interpretación de Rodríguez Lesende y Nostalgias se convirtió en una de los más populares poemas del tango.

### Rodríguez Lesende y Troilo
En junio de 1937 se produjo un desentendimiento entre el empresario Salas del cabaré Marabú y Carlos Di Sarli, quien debía iniciar el 1 de julio la temporada en ese local.
Por entonces Troilo, que tenía 23 años, integraba la orquesta de Ciriaco Ortiz en el cabaré Casanova de la calle Maipú, y Salas le propuso que formara una orquesta para actuar durante dos meses, confiando que en ese plazo quedaría superado el entredicho y Di Sarli volvería al local. Era un pedido difícil pues tenía apenas diez días para seleccionar los músicos, ensayar y tener los uniformes confeccionados.
El bandoneonista fue a la noche siguiente a la boite Lucerna para contratar a Rodríguez Lesende que en ese momento cantaba con la orquesta de Miguel Nijensohn, pero Lesende no aceptó, con toda razón, porque no podía cambiar su puesto en Lucerna donde era artista estable a sueldo mensual desde hacía dos años, cantando con las distintas orquestas que allí se presentaban, por dos meses de actuación a prueba. Troilo se decidió entonces por tomar a Francisco Fiorentino, que andaba sin trabajo.

## Valoración
Músicos prestigiosos como Antonio Bonavena, Julio de Caro, Juan Carlos Cobián, Osvaldo Fresedo, Pedro Laurenz, Pedro Maffia, Joaquín Mauricio Mora, Ciriaco Ortiz, Aníbal Troilo y Carlos di Sarli lo consideraron el mejor cantor de tangos de orquesta de todos los tiempos; sin embargo, aceptó la exigencia de sus directores de orquesta que en la década de 1920 y parte de la de 1930 consideraban que el vocalista no debía distraer a los bailarines con su voz o sea que lo confinaban a entonar el estribillo. Por este motivo y porque no tuvo un repertorio propio y porque, quizás, le faltara entusiasmo, carisma, personalidad, su trascendencia fue limitada, al igual que lo fue el número de sus grabaciones, pero lo cierto es que su decir elegante y emotivo, su clara dicción y su dulce acento, lo hicieron el cantor más buscado por los directores hasta 1940, cuando ya no se limitaba a los estribillos, sino que era un cantor de letra completa.